# Oncaea
Genre
Oncaea est un genre de copépodes de la famille des Oncaeidae.

## Listes d'espèces
Selon World Register of Marine Species, d'après la World Copepoda database :
- Oncaea africana Shmeleva, 1979
- Oncaea alboranica Shmeleva, 1979
- Oncaea atlantica Shmeleva, 1967
- Oncaea bispinosa Böttger-Schnack, 2002
- Oncaea bowmani Heron, 1977
- Oncaea brocha Heron, 1977
- Oncaea brodskii Shmeleva, 1968
- Oncaea clevei Früchtl, 1923
- Oncaea compacta Heron, 1977
- Oncaea convexa Heron, 1977
- Oncaea cristata Böttger-Schnack, 2005
- Oncaea crypta Böttger-Schnack, 2005
- Oncaea curta G. O. Sars, 1916
- Oncaea curvata Giesbrecht, 1902
- Oncaea damkaeri Heron, 1977
- Oncaea delicata Heron, English & Damkaer, 1984
- Oncaea englishi Heron, 1977
- Oncaea furnestini Shmeleva, 1979
- Oncaea glabra Heron & Frost, 2000
- Oncaea grossa Heron & Frost, 2000
- Oncaea heronae Malt, 1982
- Oncaea illgi Heron, 1977
- Oncaea infantula K. T. Gordeeva, 1972
- Oncaea insolita Heron & Frost, 2000
- Oncaea lacinia Heron, English & Damkaer, 1984
- Oncaea latimana K. T. Gordeeva, 1975
- Oncaea longipes Shmeleva, 1968
- Oncaea longiseta Shmeleva, 1968
- Oncaea macilenta Heron, 1977
- Oncaea media Giesbrecht, 1891
- Oncaea mediterranea (Claus, 1863)
- Oncaea memorata K. T. Gordeeva, 1973
- Oncaea minima Shmeleva, 1968
- Oncaea minor Shmeleva, 1979
- Oncaea mollicula K. T. Gordeeva, 1975
- Oncaea notopus Giesbrecht, 1891
- Oncaea oceanica K. T. Gordeeva, 1972
- Oncaea olsoni Heron, 1977
- Oncaea ornata Giesbrecht, 1891
- Oncaea ovalis Shmeleva, 1966
- Oncaea parabathyalis Böttger-Schnack, 2005
- Oncaea paraclevei Böttger-Schnack, 2001
- Oncaea parila Heron, 1977
- Oncaea petila Heron, 1977
- Oncaea philippinensis (Kazachenko & Avdeev, 1977)
- Oncaea platysetosa Boxshall & Böttger, 1987
- Oncaea prendeli Shmeleva, 1966
- Oncaea prolata Heron, 1977
- Oncaea pumilis Heron, 1977
- Oncaea rimula Heron & Frost, 2000
- Oncaea rotata Heron & Frost, 2000
- Oncaea rotunda Heron, 1977
- Oncaea rotundata Boxshall, 1977
- Oncaea scottodicarloi Heron & Bradford-Grieve, 1995
- Oncaea setosa Heron, 1977
- Oncaea shmelevi K. T. Gordeeva, 1972
- Oncaea tenella G. O. Sars, 1916
- Oncaea tenuimana Giesbrecht, 1891
- Oncaea tregoubovi Shmeleva, 1968
- Oncaea venusta Philippi, 1843
- Oncaea vodjanitskii Shmeleva & Delalo, 1965
- Oncaea waldemari Bersano & Boxshall, 1996
- Oncaea walleni Heron, 1977
- Oncaea zernovi Shmeleva, 1966

Avec certains nomina dubia et species inquirendae (espèce à rechercher) ont aussi été décrites :
Nomina dubia
- Oncaea neobscura Razouls, 1969
- Oncaea obscura Farran, 1908
- Oncaea parobscura Shmeleva, 1979

Species inquirendae
- Oncaea bathyalis Shmeleva, 1968
- Oncaea crassimana (Dana, 1849)
- Oncaea frosti Heron, 2002
- Oncaea gracilis (Dana, 1852)
- Oncaea obtusa (Dana, 1852)

Selon ITIS (21 juil. 2011) :
- Oncaea antarctica Heron, 1977
- Oncaea atlantica Shmeleva, 1967
- Oncaea borealis G. O. Sars, 1918
- Oncaea canadensis Heron & Frost, 2000
- Oncaea compacta Heron, 1977
- Oncaea conifera Giesbrecht, 1891
- Oncaea curta G. O. Sars, 1916
- Oncaea curvata Giesbrecht, 1902
- Oncaea damkaeri Heron, 1977
- Oncaea delicata Heron, English & Damkaer, 1984
- Oncaea dentipes Giesbrecht, 1891
- Oncaea derivata Heron & Bradford-Grieve, 1995
- Oncaea englishi Heron, 1977
- Oncaea furcula Farran, 1936
- Oncaea glabra Heron & Frost, 2000
- Oncaea grossa Heron & Frost, 2000
- Oncaea illgi Heron, 1977
- Oncaea insolita Heron & Frost, 2000
- Oncaea ivlevi Shmeleva, 1966
- Oncaea lacinia Heron, English & Damkaer, 1984
- Oncaea macilenta Heron, 1977
- Oncaea media Giesbrecht, 1891
- Oncaea mediterranea (Claus, 1863)
- Oncaea minuta Giesbrecht, 1892
- Oncaea notopus Giesbrecht, 1891
- Oncaea olsoni Heron, 1977
- Oncaea ornata Giesbrecht, 1891
- Oncaea ovalis Shmeleva, 1966
- Oncaea parila Heron, 1977
- Oncaea prendeli Shmeleva
- Oncaea prolata Heron, 1977
- Oncaea pumilis Heron, 1977
- Oncaea redacta Heron & Bradford-Grieve, 1995
- Oncaea rimula Heron & Frost, 2000
- Oncaea rotata Heron & Frost, 2000
- Oncaea rotundata Boxshall, 1977
- Oncaea scottodicarloi Heron & Bradford-Grieve, 1995
- Oncaea similis G. O. Sars, 1918
- Oncaea subtilis Giesbrecht, 1892
- Oncaea tenella G. O. Sars, 1916
- Oncaea thoresoni Heron & Frost, 2000
- Oncaea venusta Philippi, 1843
- Oncaea zernovi Shmeleva, 1966